# Jānis Leitis
Jānis Leitis (né le 13 avril 1989 à Riga) est un athlète letton, spécialiste du 400 mètres et du saut en longueur.

## Biographie
Le 7 août 2018, en séries des championnats d'Europe de Berlin, Leitis bat son propre record national en 45 s 56, et accède aux demi-finales. Le lendemain, il échoue à se qualifier pour la finale mais améliore à nouveau son record, en 45 s 53.

## Palmarès
| Date | Compétition                       | Lieu      | Résultat | Épreuve   | Marque        |
| ---- | --------------------------------- | --------- | -------- | --------- | ------------- |
| 2007 | Championnats d'Europe juniors     | Hengelo   | 6e       | 400 m     | 46 s 85       |
| 2009 | Championnats d'Europe espoirs     | Kaunas    | 1er      | Longueur  | 7,90 m        |
| 2015 | Championnats d'Europe par équipes | Heraklion | 8e       | Longueur  | 7,42 m        |
| 2015 | Championnats d'Europe par équipes | Heraklion | 6e       | 4 x 100 m | 40 s 88       |
| 2017 | Championnats d'Europe par équipes | Tel Aviv  | 2e       | 400 m     | 45 s 60       |
| 2017 | Championnats d'Europe par équipes | Tel Aviv  | 2e       | 4 x 400 m | 3 min 08 s 65 |
| 2019 | Championnats d'Europe par équipes | Varazdin  | 2e       | 400 m     | 46 s 23       |

## Records
| Épreuve          | Épreuve          | Temps      | Lieu         | Date            |
| ---------------- | ---------------- | ---------- | ------------ | --------------- |
| 400 mètres       | Plein air        | 45 s 53 NR | Berlin       | 8 août 2018     |
| 400 mètres       | En salle         | 46 s 71    | Fayetteville | 26 janvier 2013 |
| Saut en longueur | Saut en longueur | 7,98 m     | Liepaja      | 30 juillet 2011 |